# بازار بیمه درمانی

بازار بیمه درمانی

بازارهای بیمه درمانی، که مبادلات بهداشتی نیز نامیده می‌شود، سازمان‌هایی در هر ایالت ایالات متحده آمریکا هستند که مردم از طریق آنها می‌توانند بیمه درمانی خریداری کنند. افراد می‌توانند بیمه درمانی متناسب با لایحه حفاظت از بیمار و مراقبت مقرون‌به‌صرفه (ACA) را در بازار بیمه درمانی ACA که در آن طیف گسترده‌ای از برنامه‌های مراقبت بهداشتی تنظیم‌شده توسط دولت و ارائه‌شده توسط بیمه‌ها وجود دارد، خریداری کنند.
مبادلات بهداشتی ACA طبق قوانین فدرال تا ۱ ژانویه ۲۰۱۴ کاملاً مجاز و عملیاتی شد. ثبت نام در بازارها از اول اکتبر ۲۰۱۳ آغاز شد و به مدت شش ماه ادامه داشت و تا تاریخ ۱۹ آوریل ۲۰۱۴ ۸٫۰۲ میلیون نفر از طریق بازارهای بیمه درمانی ثبت نام کرده‌اند، ۴٫۸ میلیون نفر دیگر به میدیکید پیوستند. ثبت نام برای سال ۲۰۱۵ در ۱۵ نوامبر ۲۰۱۴ آغاز شد و در ۱۵ دسامبر ۲۰۱۴ به پایان رسید. از ۱۴ آوریل سال ۲۰۲۰، ۱۱٫۴۱ میلیون نفر از طریق بازارهای بیمه درمانی ثبت نام کرده‌اند.
مراکز بهداشتی درمانی غیر ACA که خصوصی می‌باشد نیز در بسیاری از ایالت‌ها وجود دارند که مسئول ثبت نام ۳ میلیون نفر هستند. این مبادلات قبل از قانون مراقبت مقرون به صرفه بوده و برنامه‌های بیمه‌ای را برای کارمندان مشاغل کوچک و متوسط تسهیل می‌کند.